# Abatacept
Abatacept (Orencia®) is een geneesmiddel dat behoort tot de DMARD's en is een biological. Het werkt door de T-cel activatie te remmen. Abatacept wordt gebruikt wanneer onvoldoende gereageerd wordt op een behandeling met Methotrexaat of een combinatie van Methotrexaat en een TNF-α blokker, tocilizumab, rituximab of een ander (conventioneel) middel.

## Structuur
Abatacept is een CTLA-4 / IgG1 fusie-eiwit. Het IgG1 deel bestaat uit het scharnier, CH2 en CH3 domein.

## Werking
Abatacept blokkeert het costimulatie signaal van Antigeen-presenterende cel aan T-Cellen
Normaal gesproken zijn voor volledige T-cel activatie de volgende stappen nodig
1. binding van de T cel receptor aan het antigeen-MHC complex op de antigeen-presenterende cel (APC)
2. een costimulatoir signaal, verzorgd door binding van het T-cel eiwit CD28 aan het B7 eiwit op de APC.

Abatacept heeft een hoge affiniteit voor B7, en werkt door te binden aan het B7 eiwit op de APS’s, waardoor deze geen costimulatoir signaal aan de T-cel kunnen doorgeven, en T-cel activatie voorkomen wordt.

## Bijwerkingen
De meest voorkomende bijwerkingen bij gebruik van Abatacept zijn hoofdpijn (>10%), diarree en misselijkheid (1-10%). Verder vaak voorkomende (1-10%) bijwerkingen zijn infecties aan keel, neus en longen, herpes simplex, herpes zoster en vorming van neutraliserende antilichamen.
Voor abatacept gebruikt wordt, moet gescreend zijn voor tuberculose